# Acrotona troglodytes
Acrotona troglodytes – gatunek chrząszcza z rodziny kusakowatych i podrodziny rydzenic.

## Taksonomia
Gatunek ten opisany został po raz pierwszy w 1858 roku przez Wiktora Moczulskiego pod nazwą Homalota troglodytes. 

## Morfologia
Chrząszcz o wydłużonym ciele długości od 2,9 do 3,5 mm. Głowa ma zaokrąglone skronie i znacznie krótsze od nich oczy. Czułki mają człon trzeci nieco dłuższy od drugiego, a ostatni dwukrotnie dłuższy niż szeroki. Szerokość przedplecza jest od 1,3 do 1,43 raza większa niż jego długość. Ma ono ciemnorudobrązowe ubarwienie z głównie delikatnymi rozjaśnieniami na obrzeżach. Jego punktowanie jest drobne i gęste, nieco ziarniste, rzadsze niż u A. pseudotenera – odległości między punktami nie są mniejsze niż ich średnice. Owłosienie na linii środkowej przedplecza jest skierowane ku przodowi w przedniej połowie i ku tyłowi w tylnej połowie. Pokrywy są zwykle czerwonobrązowe, drobno i gęsto punktowane. W widoku bocznym niedostrzegalne są boczne części przedpiersia. Odnóża środkowej pary charakteryzują się szczecinkami bocznymi goleni dłuższymi niż ich szerokość. Tylna para odnóży ma stopy o członie pierwszym dłuższym niż drugi. Odwłok zwęża się ku tyłowi i ma niezbyt błyszczącą, bardzo drobno i przeciętnie gęsto punktowaną powierzchnię.

## Ekologia i występowanie
Owad ten zasiedla ściółkę lasów liściastych i pryzmy kompostowe.
Gatunek palearktyczny, europejski, znany z Wielkiej Brytanii, Francji, Niemiec, Austrii, Włoch, Danii, Szwecji, Norwegii, Finlandii, Polski, Czech, Słowacji, Węgier, Ukrainy, Rumunii, Bułgarii, Słowenii, Grecji oraz europejskiej części Rosji.